# Kulová vrstva

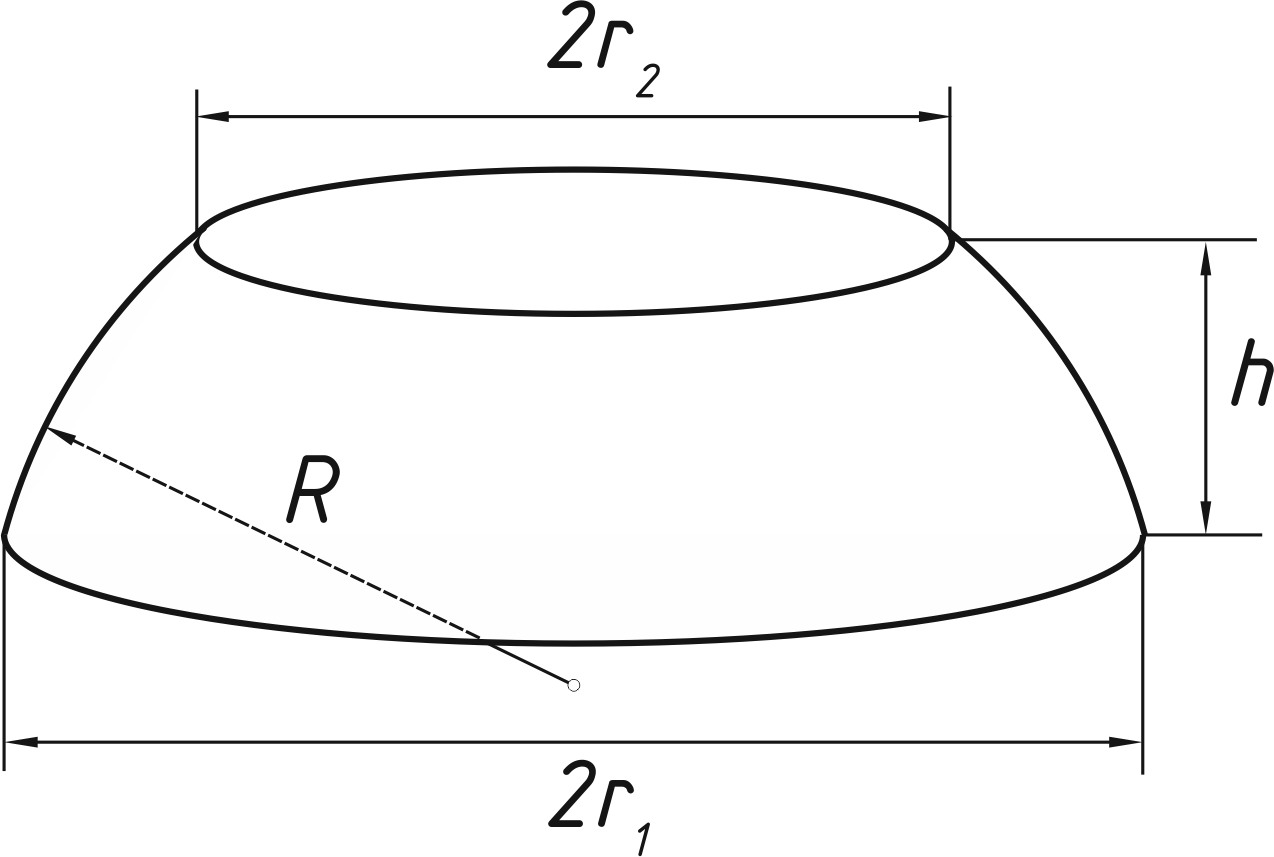
Sférický segment

V geometrii je kulová vrstva část koule určená řezem koule dvojicí rovnoběžných rovin.
Povrch kulové vrstvy (kromě základen) se nazývá kulový pás.
Pokud poloměr koule nazveme R, poloměry základen kulové vrstvy jsou r 1 a r 2 a výška segmentu (vzdálenost od jedné rovnoběžné roviny k druhé) se nazývá h, pak objem kulové vrstvy je
{\displaystyle V={\frac {\pi h}{6}}\left(3r_{1}^{2}+3r_{2}^{2}+h^{2}\right).}
Zakřivená plocha kulového pásu - mimo horní a dolní základnu – se vypočte dle vzorce:
{\displaystyle A=2\pi Rh.}